# Resistencia
Resistencia er den 11. største by i Argentina; beliggende i den nordige del af landet i provinsen Chaco, tæt på grænsen til Paraguay. Byen ligger ved en biflod til floden Paraná.
Byen er hovedstad i provinsen og har 298.611 (2022) indbyggere, mens metropolområdet har 359,590 indbyggere (2001). 
Resistencia blev grundlagt som en jesuitisk bosættelse i det 17. århundrede. Oprindeligt hed byen San Fernando del Río Negro. Sit nuværende navn fik byen i 1876. I dag er byen et kommercielt og infrastrukturelt centrum i den sparsomt befolkede region. Blandt de dominerende erhverv er produktion af fødevarer, tekstiler, metal, træ og læder.